# Qianjia
Qianjia är en köping i Kina. Den ligger i provinsen Hainan, i den södra delen av landet, omkring 210 kilometer sydväst om provinshuvudstaden Haikou. Antalet invånare är 26 719. Befolkningen består av 12 380 kvinnor och 14 339 män. Barn under 15 år utgör 22,0 %, vuxna 15-64 år 70 %, och äldre över 65 år 6,0 %.
Runt Qianjia är det ganska tätbefolkat, med 185 invånare per kvadratkilometer. Qianjia är det största samhället i trakten. Omgivningarna runt Qianjia är en mosaik av jordbruksmark och naturlig växtlighet.
Genomsnittlig årsnederbörd är 2 114 millimeter. Den regnigaste månaden är juli, med i genomsnitt 364 mm nederbörd, och den torraste är januari, med 14 mm nederbörd.